# Zaleszczotek czepny
Zaleszczotek czepny (Lamprochernes nodosus) – gatunek zaleszczotka z rodziny Chernetidae.

## Taksonomia
Gatunek ten opisany został po raz pierwszy w 1803 roku przez Franza von Paulę Schranka pod nazwą Chelifer nodosus. W 1882 roku Ödön Tömösváry przeniósł go do podrodzaju Chernes (Lamprochernes), który później wyniesiony został do rangi osobnego rodzaju.

## Morfologia
Zaleszczotek ten osiąga od 1,5 do 2,5 mm długości ciała. Ubarwienie ma połyskująco jasnobrązowe. Prosomę ma nakrytą karapaksem o zarysie prostokątnym i powierzchni niemal całkiem gładkiej. Na karapaksie nie występuje cucullus, a poprzeczna bruzda subbazalna jest słabo zaznaczona. Pozbawiony jest oczu. Niektóre tergity i sternity są przynajmniej częściowo podzielone. Porastające ciało i nogogłaszczki szczecinki są długie, delikatnie ząbkowane i spiczasto zakończone. Szczękoczułki zwieńczone są szczypcami; ich palec ruchomy ma jeden lub dwa ząbki położone przedwierzchołkowo oraz szczecinkę galealną położoną subdystalnie. Nogogłaszczki zaopatrzone są w szczypce o palcach z dodatkowym ząbkowaniem. Gruczoły jadowe obecne są w palcach ruchomych, natomiast palce nieruchome są ich pozbawione. W przypadku palca nieruchomego odległość między trichobotrium it a czubkiem palca jest większa niż odległość między trichobotriami ist i isb. Udo nogogłaszczka osiąga od 0,41 do 0,63 mm długości. Krętarz nogogłaszczka wyposażony jest w tępo zaokrąglony guzek. Wszystkie cztery pary odnóży krocznych pozbawione są kolców na biodrach. Czwarta para odnóży ma golenie zaopatrzone w umieszczoną dość odsiebnie szczecinkę dotykową.

## Ekologia i występowanie
Pajęczak ten zasiedla tereny lesiste, jak i otwarte, także związane z działalnością człowieka. Bytuje w ściółce, na drzewach i w pryzmach kompostwych. Do przemieszczania się na większe odległości wykorzystuje forezę.
Gatunek ten zamieszkuje Palearktykę, krainę orientalną i krainę etiopską. W Europie znany jest z Portugalii, Hiszpanii, Irlandii, Wielkiej Brytanii, Francji, Belgii, Luksemburga, Holandii, Niemiec, Szwajcarii, Liechtensteinu, Austrii, Włoch, Malty, Danii, Szwecji, Norwegii, Finlandii, Estonii, Polski, Czech, Słowacji, Węgier, Rumunii, Bułgarii, Grecji i Rosji. Z Azji podawany jest z Izraela, Turcji, Gruzji, Armenii, Azerbejdżanu, Iranu, Kirgistanu, Indii i Sri Lanki. W Afryce stwierdzono jego występowanie w Algierii, Tunezji, Ghanie, Kongu i Demokratycznej Republice Konga.